# السيلقة (حبيش)

تعديل مصدري - تعديل

السيلقة محلة تابعة لقرية الحجفة، التابعة لعزلة نقيل العقاب بمديرية حبيش إحدى مديريات محافظة إب في الجمهورية اليمنية، بلغ تعداد سكانها 42 حسب تعداد اليمن لعام 2004.